# Campeonato Mundial de Ciclismo en Pista de 1907
El XV Campeonato Mundial de Ciclismo en Pista se celebró en París (Francia) entre el 4 y el 7 de julio de 1907 bajo la organización de la Unión Ciclista Internacional (UCI) y la Federación Francesa de Ciclismo.
Las competiciones se realizaron en la pista del estadio Parque de los Príncipes de la capital francesa. En total se disputaron 4 pruebas, 2 para ciclistas profesionales y 2 para ciclistas aficionados o amateur.

## Medallistas

### Profesional
| Evento      | Oro                    | Plata                   | Bronce                 |
| ----------- | ---------------------- | ----------------------- | ---------------------- |
| Velocidad   | Émile Friol Francia    | Henry Mayer Alemania    | Walter Rütt Alemania   |
| Medio fondo | Louis Darragon Francia | Karel Verbist · Bélgica | Georges Parent Francia |

### Amateur
| Evento      | Oro                          | Plata                   | Bronce                   |
| ----------- | ---------------------------- | ----------------------- | ------------------------ |
| Velocidad   | Jean Devoissoux Francia      | André Auffray Francia   | Camille Avrillon Francia |
| Medio fondo | Leonard Meredith Reino Unido | Victor Tubbax · Bélgica | Maurice Brocco Francia   |

## Medallero
| Núm. | País        | Oro | Plata | Bronce | Total |
| ---- | ----------- | --- | ----- | ------ | ----- |
| 1    | Francia     | 3   | 1     | 3      | 7     |
| 2    | Reino Unido | 1   | 0     | 0      | 1     |
| 3    | Bélgica     | 0   | 2     | 0      | 2     |
| 4    | Alemania    | 0   | 1     | 1      | 2     |
|      | TOTAL       | 4   | 4     | 4      | 12    |